# Ceratocapsus advenus
Ceratocapsus advenus är en insektsart som beskrevs av Willis Blatchley 1926. Ceratocapsus advenus ingår i släktet Ceratocapsus och familjen ängsskinnbaggar. Inga underarter finns listade i Catalogue of Life.